# Cordia membranacea
Cordia membranacea är en strävbladig växtart som beskrevs av A. Dc. och Dc.. Cordia membranacea ingår i släktet Cordia, och familjen strävbladiga växter. Inga underarter finns listade i Catalogue of Life.